# Герб Фундана
Ге́рб Фунда́на — офіційний символ міста Фундан, Португалія. Використовується як територіальний герб. У срібному щиті зелене каштанове дерево з золотими каштанами, чорним стовбуром і кореневищем. Обабіч нього, у главі щита, два пучки з трьох зелених груш із зеленим листям. У підніжжі чорна земля, промальована зеленим, з двома схилами по краях, що сходяться у кореневища дерева. Земля перетята трьома хвилястими смугами — двома срібними і однією синьою. Щит увінчує срібна мурована міська корона з п'ятьма вежами.  Під щитом біла стрічка, на якій великими літерами напис португальською: «cidade de Fundão» (місто Фундан).  Офіційно затверджений 19 квітня 1988 року. Створений на основі попереднього містечкового герба, ухваленого 8 травня 1937 року. 

## Галерея

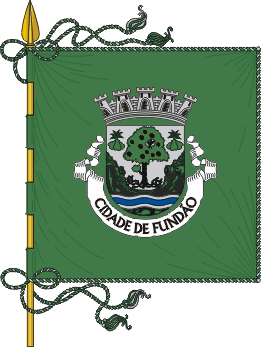
Прапор